# Rho (by)
 For alternative betydninger, se Rho. (Se også artikler, som begynder med Rho)
Rho er en italiensk by (og kommune) i regionen Lombardiet i Italien, med omkring 50.299(2023) indbyggere.